# Silnice I/45
Die Silnice I/45 (tschechisch für: „Straße I. Klasse 45“) ist eine tschechische Staatsstraße (Straße I. Klasse).

## Verlauf
Die Straße zweigt bei Horní Loděnice (Deutsch Lodenitz) rund 8 Kilometer nordöstlich von Šternberk (Sternberg) in nordnordöstlicher Richtung von der Silnice I/46 ab und verläuft durch Bruntál (Freudenthal), wo sie die Silnice I/11 kreuzt, nach Krnov (Jägerndorf). Hier kreuzt sie die Silnice I/57. In ihrem weiteren Verlauf erreicht sie nach drei Kilometer die Grenze zu Polen, an der sie sich als polnische Droga krajowa 38 nach Głubczyce (Leobschütz) fortsetzt.
Die Gesamtlänge der Straße beträgt knapp 50 Kilometer.

## Geschichte
Von 1940 bis 1945 bildete der südliche Abschnitt bis Bruntál die Reichsstraße 148.